# Pripovijest
Povist ili povijest (ukr. повість, rus. пóвесть) je pojam iz ruske i ukrajinske književnosti (pr. Маруся Kvitke-Osnovjanenka iz 1833.). Epski je prozni oblik (rijetko u stihu) između romana i pripovjedna oblika kroničarske naravi, u kojem struja prirodnog života se iznova daje. 
Dramski se sukob usredotočuje na osobu glavnog junaka, njegovu osobnost i i njegova sudbina se nalaze unutar nekoliko događaja.

## Vanjske poveznice
- Velika sovjetska enciklopedija - Пóвесть  Arhivirana inačica izvorne stranice od 27. prosinca 2011. (Wayback Machine)